# August Anschütz
August Anschütz (Suhl, 1826 – Bad Soden, 1874) è stato un giurista tedesco.
Insegnò nelle università di Halle, Bonn e Greifswald.
Si occupò sia di diritto commerciale che di storia del diritto germanico.

## Opere
- Die Lombarda-Commentare des Ariprand und Albertus, zum ersten Male nach den Handschriften herausgegeben. Heidelberg 1855,  online..
- Ueber die Erbfolge in die neu vorpommerischen und rügenschen Lehengüter. Berlin 1860; 2. Aufl. Berlin 1864,  online. (archiviato dall'url originale il 4 marzo 2016).
- Summa legis Langobardorum: Langobardisches Rechtsbuch aus dem XII. Jahrhundert. Halle 1870
- Commentar zum allgemeinen deutschen Handelsgesetz. (mit Ausschluss des Seerechts, in Gemeinschaft mit v. Bölderndorff), Erlangen 1868–74, 3 vol.; II, III und IV stammen von ihm
- Die Gesetzbildung des Königreichs Bayern seit Maximilian II. 1874
- come curatore: Karl Sal. Zachariä von Lingenthal: Handbuch des Französischen Civilrechts. 2. Band, Akademische Buchhandlung von Ernst Mohr, Heidelberg 1853,  Digitalisat.